# Granum catalogi praesulum Moraviae
Das Granum catalogi praesulum Moraviae ist ein Verzeichnis der Bischöfe von Mähren und Olmütz aus dem 15. Jahrhundert. Es ist eine der wichtigsten historischen Quellen zur Geschichte des Bistums Olmütz.
Es beinhaltet die Namen der Bischöfe vom 9. Jahrhundert (Methodios) bis 1433 und beruht auf älteren Vorlagen, wie z. B. einem Nekrologium der Olmützer Bischöfe von 1263. Der Verfasser ist unbekannt.

## Ausgaben
- Johann Loserth, Das Granum Catalogi praesulum Moraviae nach der Handschrift des Olmützer Domkapitelarchivs, In: Archiv für österreichische Geschichte Bd. 78 (1892) S. 41–98 Textauszug online
- Granum catalogi praesulum Moraviae, in: Katalog moravských biskupů, arcibiskupů a kapitul staré a nové doby, Olomouc 1977, S. 5–33